# Parafia Najświętszego Serca Pana Jezusa w Zarzeczu
Parafia Najświętszego Serca Pana Jezusa w Zarzeczu Łukowskim – parafia rzymskokatolicka z siedzibą w Zarzeczu Łukowskim
Parafia erygowana w 1921 roku. Obecny kościół został wybudowany w latach 1995–1997 staraniem ks. Stanisława Goławskiego.
Terytorium parafii obejmuje Zarzecz, Kownatki, Olszewnicę, Sokule, Strzyżew, Suchocin oraz Wagram.

## Proboszczowie
- 2016–2022 – ks. Marian Banasiuk[1][2]
- 2022– – ks. Kazimierz Momont[2]